# NGC 162
NGC 162 је појединачна звезда у сазвежђу Андромеда која се налази на NGC листи објеката дубоког неба.
Деклинација објекта је + 23° 57' 44" а ректасцензија 0h 36m 9,2s. Привидна величина (магнитуда) објекта NGC 162 износи 13,4 а фотографска магнитуда 15,0.